# Карл Льове
Йоганн Готфрід Карл Льове (нім. Johann Carl Gottfried Loewe; 30 листопада 1796 — 20 квітня 1869) — німецький композитор, співак (баритон), диригент і органіст.

## Біографія
Народився у містечку Лебеюн дванадцятою дитиною в сім'ї органіста Андреаса Льові і його дружини Марії. У дитинстві співав у хорі хлопчиків при школі його рідного міста Лебеюн, поки його сім'я не переїхала в Галле, де Льове отримував уроки композиції у Даніеля Тюрку.
1820 року він переїхав до Щецина, де він працював органістом у Санкт-Джеймс і директором музичної школи. Він організував концерти, на які запрошував найпопулярніших композиторів Пруссії, а також виступав сам. Завдяки його зусиллям у Щецині прозвучали «Страсті за Матвієм» та «Страсті за Лукою» Йоганна Себастьяна Баха, 9-та симфонія Бетховена, а 1827 року під його орудою відбулася прем'єра увертюри «Сон літньої ночі» Фелікса Мендельсона
Здобувши популярність як співак, у 1840—1850-х роках здійснив концертні тури по Європі. Виступав у Франції, Великій Британії, Норвегії та Швеції. Після повернення до Німеччини, в 1866 році він переїхав у Кіль, де він помер від серцевого нападу в 1869 році. Там він був похований.
Карл Льове є автором 17-ти ораторій, 6-ти опер, 2-х симфоній, 2-х фортепіанних концертів, трьох струнних квартетів, а також великої кількості кантат і балад. Перед Базилікою св. Якоба в Щецині встановлено пам'ятник композитору. 